# Птичий парламент (поэма)
«Пти́чий парла́мент» (англ. Parlement of Foules, другие названия англ. "Parliament of Fowls", "Parlement of Birddes", "Assembly of Fowls", "Assemble of Foules" и "The Parliament of Birds") — поэма английского поэта Джеффри Чосера, состоящая из 699 строк. Поэма излагается королевской строфой в жанре видения. В ней впервые представлена мысль о том, что День святого Валентина является особым днём для всех влюблённых.

## Содержание
Поэма начинается с чтения рассказчиком книги «Сон Сципиона» Цицерона в надежде «прочесть о многом». Когда он впадает в сон, появляется Сципион Африканский и ведёт его через небесные сферы к храму Венеры, где на воротах видят призыв «Войдите и вкусите благодать» и предупреждение:

«Ручей, текущий семо, столь нечист,

Что гибнут в мутных водах даже рыбы. 
О, только бегством вы спастись могли бы!»
 (отсылка к строкам «Божественной комедии» Данте Алигьери — «Оставь надежду всяк сюда входящий»)
Рассказчик проходит через мрачный храм Венеры с его фризами обречённых влюблённых и окунается в яркий солнечный свет, где Природа созывает парламент и где каждая из птиц выбирает себе пару. Три высокопоставленных ястребиных орла боролись за внимание орлицы, в то время как птицы нижних сословий начали возмущаться и спорить в потешных парламентских прениях, и в итоге сама Природа была вынуждена прекратить собрание. Никто из трёх орлов не добился успеха, а орлица попросила Природу позволить ей отложить свой выбор до следующего года (поскольку самки птиц становятся половозрелыми в первый год жизни, а самцы — лишь во второй). Природа, выступая в качестве владычицы и давая право выбирать или не выбирать, признаёт свободу воли, которая в конечном итоге предстаёт в качестве ключевой темы поэмы как всеобщее благо. Тем не менее Природа делит птиц на пары. Видение рассказчика заканчивается песней, прославляющей приход лета. Мечтатель просыпается, будучи всё ещё неудовлетворённым, и возвращается к своим книгам в надежде обрести то, что он ищет.

## Рукописи
Всего сохранилось около 50 рукописей поэмы:
- British Library, Harley 7333
- Cambridge University Library Gg. IV.27
- Cambridge University Library Ff. I.6 (Findern)
- Cambridge University Library Hh.IV.12 (incomplete)
- Pepys 2006, Magdalene College, Cambridge
- Trinity College, Cambridge R.3.19
- Bodleian Library, Arch. Selden B.24
- Bodleian Library, Laud Misc. 416
- Bodleian Library, Fairfax 16
- Bodleian Library, Bodley 638
- Bodleian Library, Tanner 346
- Bodleian Library, Digby 181
- St. John’s College, Oxford, J LVII
- Longleat 258, Longleat House, Warminster, Wilts

Печатный текст Уильяма Кекстона 1478 года также считается авторитетным, поскольку воспроизводит текст рукописи Чосера, в настоящее время считающейся утерянной. Стемма и генеалогия этих авторитетных источников изучалась Джоном Кохом в 1881 году, а затем были продолжены Элеанор Прескотт Хаммонд в 1902 году, разделившей их на две группы A и B (последние пять стали MMS), хотя стемма ни в коей мере не является окончательной.
Относительно подлинности авторства поэмы Джеффри Чосера нет никаких сомнений, поскольку он сам дважды говорит в своих работах:
- Первый раз во Вступлении (прологе) «Легенды о примерных женщинах[англ.]»:[2] «Он книгу написал, что превыше „Дома славы“, и столь же „Смерти герцогини Бланки“, и „Птичьего парламента, я полагаю“».
- Второй намёк содержится в «Чосеровом заключении» (лат. Preces de Chauseres) «Кентерберийских рассказов»:[3] «Посему покорно вас прошу ради милосердия Господня помолиться обо мне, дабы Господь меня помиловал и простил мне мои вины, а в особенности мои переводы и воспевание суеты житейской, которые я сейчас на прощание вспоминаю, как-то Книга о Троиле, также Книга о Славе, Книга о Двадцати Пяти Дамах, Книга Герцогини, Книга о Валентиновом дне и Птичьем Парламенте, Кентерберийские рассказы, все те, что греха полны, Книга о Льве и многие другие книги, какие бы я смог и сумел вспомнить, и множество песенок и похотливых лэ, грех которых да простит мне Христос в неизречённой своей милости».

Самым сложным остаётся вопрос датировки. Ранние исследователи поэмы, до первых десятилетий XX века, полагались на различные толкования текста — сравнивали борьбу орлов за самку с королевскими помолвками тех же лет — с целью выяснить композицию поэмы. Фред Норрис Робинсон отмечал, что «если теорию об аллегоричности в Парламенте отбросить, то главное доказательство, как правило, служащее датированию поэмы около 1381—1382, рассыпается». Позднее критика стала более объективной к причинам того, почему поэма была приурочена к 1382 году, что заложено в 117—118 строках произведения: «Право же, я видел Тебя на северо-северо-западе / Когда воображал то, о чём напишу». Джон Мэтьюс Менли на этот счёт отмечал, что Венера никогда не располагается на «северо-северо-западе … но это возможно понять так, что она достигает своей крайней точки на севере». Он отмечает, что подобное явление можно было встретить в мае 1374, 1382 и 1390 года.
Третью дату легко отбросить, поскольку мы знаем, что поэма уже упоминалась как написанная в Прологе «Легенды о примерных женщинах». Дерек Стэнли Брюэр утверждает, что дата 1382 год, в отличие от 1374, более соответствует композиции поэмы, поскольку за тот же период (1373-85) Чосер написал много других работ, включая «Дом славы», которых во всех отношениях выглядит написанным раньше, чем «Птичий парламент»: «вполне вероятно, если не наверняка, что датой [написания] Парламента является май 1382 года, и окончена она ко Дню святого Валентина, 14 февраля 1382 года».

## Переводы на русский язык
- Чосер Дж. Книга о королеве. Птичий парламент / Пер. с англ., предисл. и комм. С. А. Александровского. — М.: Время, 2004. — 224 с. — (Триумфы). — ISBN 5-94117-146-3.